# Laurel County
Laurel County ist ein County im Bundesstaat Kentucky der Vereinigten Staaten. Das U.S. Census Bureau hat bei der Volkszählung 2020 eine Einwohnerzahl von 62.613 ermittelt.
Der Verwaltungssitz (County Seat) ist London. Das County gehört zu den Dry Countys, was bedeutet, dass der Verkauf von Alkohol eingeschränkt oder verboten ist.

## Geographie
Das County liegt südöstlich des geographischen Zentrums von Kentucky, ist im Süden etwa 40 km von Tennessee, im Südosten etwa 60 km von Virginia entfernt und hat eine Fläche von 1149 Quadratkilometern, wovon 21 Quadratkilometer Wasserfläche sind. Es grenzt im Uhrzeigersinn an folgende Countys: Jackson County, Clay County, Knox County, Whitley County, McCreary County, Pulaski County und Rockcastle County.

## Geschichte
Laurel County wurde am 12. Dezember 1825 aus Teilen des Clay County, Knox County, Rockcastle County und Whitley County gebildet. Benannt wurde es nach dem Laurel River. Am Wildcat Mountain bekämpften sich am 21. Oktober 1861, während des Sezessionskriegs, etwa 7000 Mann in einer Schlacht, die die Unionstruppen für sich entscheiden konnten.
Insgesamt sind neun Bauwerke und Stätten des Countys im National Register of Historic Places eingetragen (Stand 9. Oktober 2017).

## Demografische Daten

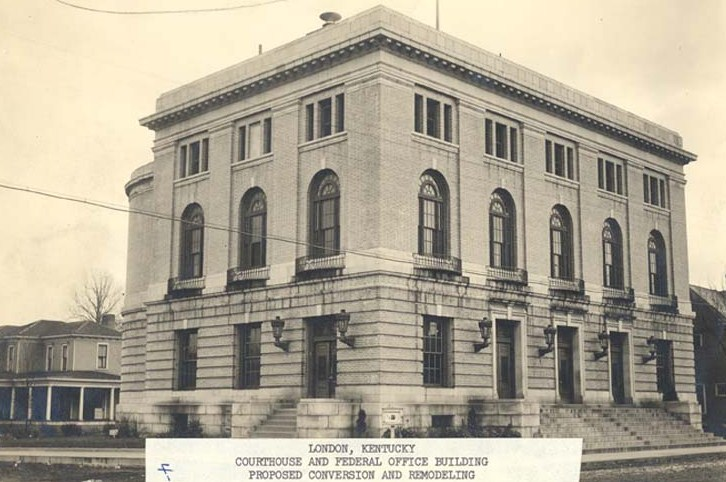
Federal Building-Courthouse in London, gelistet im NRHP

Nach der Volkszählung im Jahr 2000 lebten im Laurel County 52.715 Menschen in 20.353 Haushalten und 15.366 Familien. Die Bevölkerungsdichte betrug 47 Einwohner pro Quadratkilometer. Ethnisch betrachtet setzte sich die Bevölkerung zusammen aus 97,66 Prozent Weißen, 0,63 Prozent Afroamerikanern, 0,37 Prozent amerikanischen Ureinwohnern, 0,35 Prozent Asiaten, 0,01 Prozent Bewohnern aus dem pazifischen Inselraum und 0,08 Prozent aus anderen ethnischen Gruppen; 0,90 Prozent stammten von zwei oder mehr Ethnien ab. 0,55 Prozent der Bevölkerung waren spanischer oder lateinamerikanischer Abstammung.
Von den 20.353 Haushalten hatten 35,2 Prozent Kinder und Jugendliche unter 18 Jahre, die bei ihnen lebten. 60,6 Prozent waren verheiratete, zusammenlebende Paare, 11,4 Prozent waren allein erziehende Mütter, 24,5 Prozent waren keine Familien, 21,7 Prozent waren Singlehaushalte und in 8,2 Prozent lebten Menschen im Alter von 65 Jahren oder darüber. Die Durchschnittshaushaltsgröße betrug 2,56 und die durchschnittliche Familiengröße lag bei 2,97 Personen.
Auf das gesamte County bezogen setzte sich die Bevölkerung zusammen aus 25,4 Prozent Einwohnern unter 18 Jahren, 9,2 Prozent zwischen 18 und 24 Jahren, 30,4 Prozent zwischen 25 und 44 Jahren, 23,5 Prozent zwischen 45 und 64 Jahren und 11,5 Prozent waren 65 Jahre alt oder darüber. Das Durchschnittsalter betrug 36 Jahre. Auf 100 weibliche Personen kamen 95,6 männliche Personen. Auf 100 Frauen im Alter von 18 Jahren alt oder darüber kamen statistisch 92,8 Männer.
Das jährliche Durchschnittseinkommen eines Haushalts betrug 27.015 USD, das Durchschnittseinkommen der Familien betrug 31.318 USD. Männer hatten ein Durchschnittseinkommen von 27.965 USD, Frauen 19.757 USD. Das Prokopfeinkommen betrug 14.165 USD. 17,8 Prozent der Familien und 21,3 Prozent der Bevölkerung lebten unterhalb der Armutsgrenze. Davon waren 28,8 Prozent Kinder oder Jugendliche unter 18 Jahre und 20,1 Prozent waren Menschen über 65 Jahre.

## Orte im County
- Atlanta
- Baldrock
- Bernstadt
- Billows
- Blackwater
- Boreing
- Brock
- Bush
- Camp Grounds
- Cane Creek
- Cornette
- Crawford
- Cruise
- Dorthae
- East Bernstadt
- Fariston
- Fletcher
- Greenmount
- Hazel Patch
- Hightop
- Hopewell
- Keavy
- Lake
- Lamero
- Langnau
- Lesbas
- Lida
- Lily
- London
- Maplesville
- Marydell
- McHargue
- McWhorter
- Mershons
- North Corbin
- Oakley
- Pine Grove
- Pittsburg
- Sasser
- Sublimity City
- Symbol
- Tuttle
- Victory
- Vox